# Tennis aux Jeux olympiques d'été de 2016
Pour un article plus général, voir Tennis aux Jeux olympiques.
Les épreuves de tennis des Jeux olympiques d'été de 2016 ont lieu du 6 au 14 août 2016 à Rio de Janeiro. La surface utilisée est le dur, la même que lors des tournois de la tournée américaine en août.

## Podiums
| Épreuves                             | Or                                                    | Argent                                          | Bronze                                                                |
| ------------------------------------ | ----------------------------------------------------- | ----------------------------------------------- | --------------------------------------------------------------------- |
| Simple messieurs résultats détaillés | Andy Murray Grande-Bretagne                           | Juan Martín del Potro Argentine                 | Kei Nishikori Japon                                                   |
| Simple dames résultats détaillés     | Mónica Puig Porto Rico                                | Angelique Kerber Allemagne                      | Petra Kvitová République tchèque                                      |
| Double messieurs résultats détaillés | Marc López Espagne Rafael Nadal Espagne               | Florin Mergea Roumanie Horia Tecău Roumanie     | Steve Johnson États-Unis Jack Sock États-Unis                         |
| Double dames résultats détaillés     | Ekaterina Makarova Russie Elena Vesnina Russie        | Timea Bacsinszky Suisse Martina Hingis Suisse   | Lucie Šafářová République tchèque Barbora Strýcová République tchèque |
| Double mixte résultats détaillés     | Bethanie Mattek-Sands États-Unis Jack Sock États-Unis | Venus Williams États-Unis Rajeev Ram États-Unis | Lucie Hradecká République tchèque Radek Štěpánek République tchèque   |

## Tableau des médailles par pays
| Rang  | Nation             | Or | Argent | Bronze | Total |
| ----- | ------------------ | -- | ------ | ------ | ----- |
| 1     | États-Unis         | 1  | 1      | 1      | 3     |
| 2     | Espagne            | 1  | 0      | 0      | 1     |
| -     | Grande-Bretagne    | 1  | 0      | 0      | 1     |
| -     | Porto Rico         | 1  | 0      | 0      | 1     |
| -     | Russie             | 1  | 0      | 0      | 1     |
| 6     | Allemagne          | 0  | 1      | 0      | 1     |
| -     | Argentine          | 0  | 1      | 0      | 1     |
| -     | Roumanie           | 0  | 1      | 0      | 1     |
| -     | Suisse             | 0  | 1      | 0      | 1     |
| 10    | République tchèque | 0  | 0      | 3      | 3     |
| 11    | Japon              | 0  | 0      | 1      | 1     |
| Total | Total              | 5  | 5      | 5      | 15    |

## Organisation

### Site des compétitions

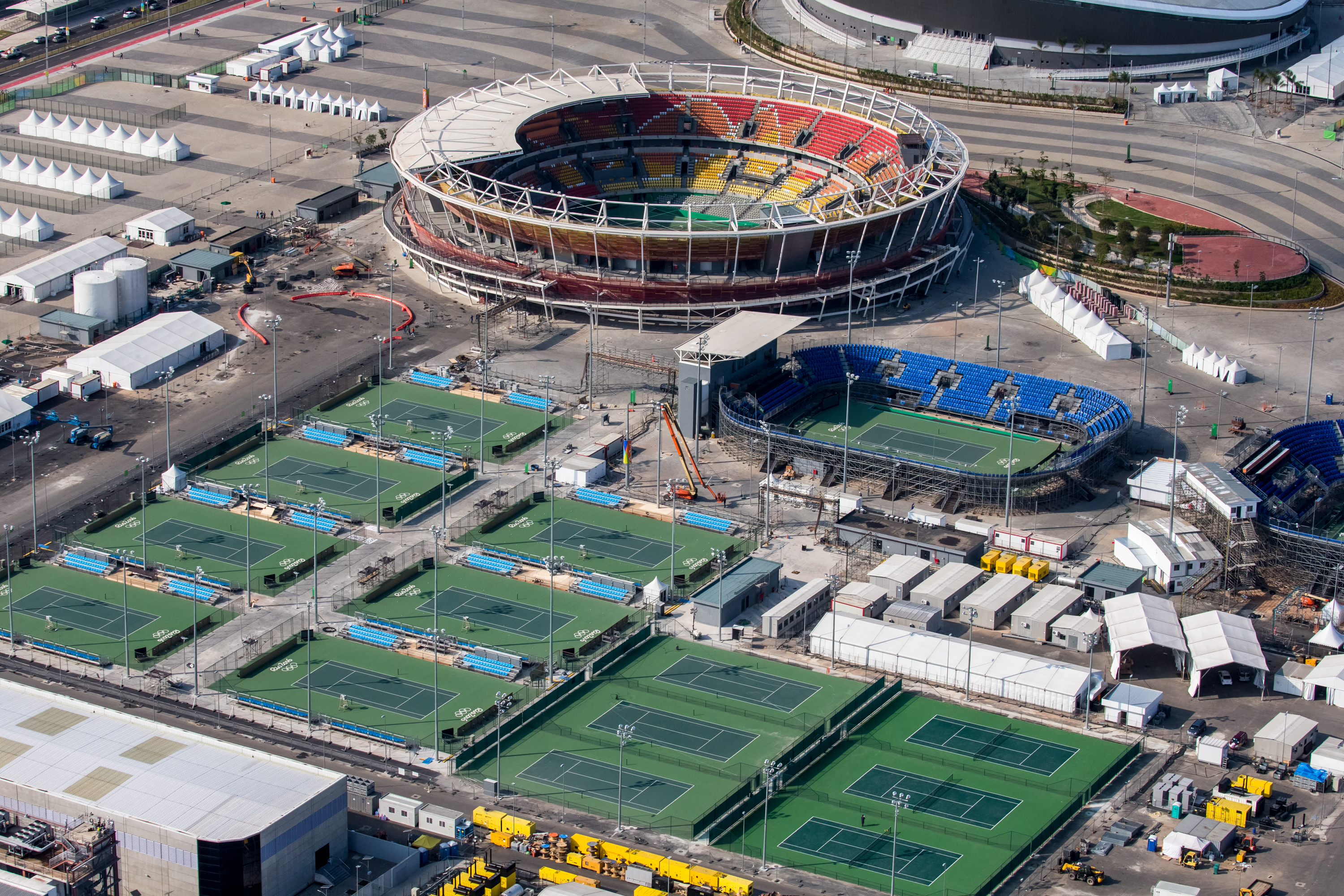
Le Centre olympique de tennis à Barra da Tijuca.

Les épreuves de tennis se déroulent au Centre olympique de tennis qui est composé d'un stade (court Maria Esther Bueno) de 10 000 places et de quatorze courts annexes. Ce complexe fait partie du Parc olympique de Barra, principal site de compétition de ces Jeux.

### Format
Le tournoi consiste en des tableaux à élimination directe. Les tableaux de simple réunissent 64 joueurs et joueuses et se jouent en 6 tours. Les tableaux de double dames et messieurs regroupent 32 équipes et se jouent en 5 tours. Le tableau de double mixte regroupe 16 équipes et se joue en 4 tours.
Tous les matchs se jouent en 2 sets gagnants, à l'exception de la finale du simple messieurs qui se dispute en 3 sets gagnants. Chose inédite, le tie-break est instauré dans la manche décisive pour chaque discipline, à l'exception du double mixte où, en cas d'égalité à un set partout, un super tie-break est joué pour départager les deux équipes.

### Participation
Pour les compétitions de simple, les 56 meilleurs joueurs et joueuses au classement mondial du 6 juin 2016 sont qualifiés. Cependant, chaque pays ne peut sélectionner que quatre représentants maximum. Parmi les huit places restantes, six sont attribuées par l'ITF et les deux autres par le comité olympique. De plus, un joueur peut participer uniquement s'il a représenté son pays en Coupe Davis (ou en Fed Cup pour les joueuses) à 3 occasions durant le dernier cycle olympique (2013-2016), dont au moins une participation lors des saisons 2015 ou 2016. Pour les joueurs dont l'équipe nationale a joué au moins 3 ans dans un groupe continental durant le dernier cycle olympique et pour les joueurs qui ont déjà représenté leur pays à 20 reprises minimum, le nombre de participations au cours du cycle olympique est réduit à 2.
Pour les tableaux de double dames et messieurs, 24 équipes sont qualifiées sur la base du classement du 6 juin 2016 et 8 équipes sont choisies par l'ITF. À la différence du reste du circuit où les paires peuvent être constituées de deux joueurs de nationalités différentes, chaque paire doit être constituée par deux joueurs d’un même pays avec un maximum de deux équipes par pays.
Enfin, le tableau de double mixte est constitué de 16 équipes, chaque pays pouvant aligner au maximum 2 équipes composées de joueurs déjà engagés en simple ou en double. 12 équipes sont qualifiées grâce aux classements en simple et en double du 6 juin 2016 et 4 équipes sont sélectionnées par l'ITF.
Le tournoi olympique n'offre pas de point au classement ATP et WTA, contrairement à l'édition de 2012.
Les têtes de séries sont désignées en fonction du classement du lundi 1er août 2016. Le tirage au sort pour chaque discipline a lieu le jeudi 4 août, sauf pour le double mixte qui se déroule le 9 août.

## Calendrier
| T1 | 1er tour | T2 | 2e tour | HF | 1/8e de finale | QF | Quarts de finale | DF | Demi-finales | B | Match pour la 3e place | F | Finale |

| Date →           | 6  | 6  | 7  | 7  | 8  | 8  | 9  | 9  | 10 | 10 | 11 | 12 | 12 | 13 | 13 | 14 |
| Épreuve ↓        | M  | S  | M  | S  | M  | S  | M  | S  | M  | S  | M  | M  | M  | M  | M  | M  |
| ---------------- | -- | -- | -- | -- | -- | -- | -- | -- | -- | -- | -- | -- | -- | -- | -- | -- |
| Simple messieurs | T1 | T1 | T1 | T1 | T2 | T2 | T2 | T2 | HF | HF | QF | DF | DF | B  | B  | F  |
| Simple dames     | T1 | T1 | T1 | T1 | T2 | T2 | HF | HF | QF | QF | DF |    |    | B  | F  |    |
| Double messieurs | T1 | T1 | T1 | T1 | HF | HF | QF | QF | DF | DF |    | B  | F  |    |    |    |
| Double dames     | T1 | T1 | T1 | T1 | HF | HF | HF | HF | QF | QF | DF |    |    | B  | B  | F  |
| Double mixte     |    |    |    |    |    |    |    |    | HF | HF | QF | DF | DF | B  | B  | F  |

## Liste des participants par nation
- Chez les hommes, on note les forfaits de l'Allemand Alexander Zverev, des Américains John Isner et Sam Querrey, des Australiens Nick Kyrgios et Bernard Tomic, de l'Autrichien Dominic Thiem, du Britannique Daniel Evans, du Canadien Milos Raonic, du Chypriote Márcos Baghdatís, du Croate Ivan Dodig, des Espagnols Feliciano López et Fernando Verdasco, du Français Richard Gasquet, du Serbe Dušan Lajović, du Slovaque Martin Kližan, des Suisses Roger Federer et Stanislas Wawrinka, de l'Ukrainien Alexandr Dolgopolov et des Tchèques Tomáš Berdych et Jiří Veselý.
- Chez les femmes, on note les forfaits de la Biélorusse Victoria Azarenka, des Italiennes Camila Giorgi et Francesca Schiavone, de la Kazakh Yulia Putintseva, de la Roumaine Simona Halep, de la Russe Maria Sharapova (suspendue pour dopage), de la Slovaque Dominika Cibulková, de la Suissesse Belinda Bencic et de la Tchèque Karolína Plíšková.
- En double messieurs, les célèbres jumeaux Bob et Mike Bryan, champions olympiques de la discipline aux JO de 2012, renoncent à la compétition en raison de l'épidémie d'infection à virus Zika au Brésil.

| Nation             | Simple messieurs                                                     | Simple dames                                                                    | Double messieurs                                               | Double dames                                                                     | Double mixte                                         |
| ------------------ | -------------------------------------------------------------------- | ------------------------------------------------------------------------------- | -------------------------------------------------------------- | -------------------------------------------------------------------------------- | ---------------------------------------------------- |
| Allemagne          | Dustin Brown Philipp Kohlschreiber Jan-Lennard Struff                | Annika Beck Angelique Kerber Andrea Petkovic Laura Siegemund                    | -                                                              | A. Kerber / A. Petkovic Anna-Lena Grönefeld / L. Siegemund                       | -                                                    |
| Argentine          | Juan Martín del Potro Federico Delbonis Juan Mónaco Guido Pella      | -                                                                               | J.M del Potro / Máximo González F. Delbonis / Guillermo Durán  | -                                                                                | -                                                    |
| Australie          | Sam Groth Thanasi Kokkinakis John Millman Jordan Thompson            | Daria Gavrilova Samantha Stosur                                                 | Chris Guccione / John Peers                                    | D. Gavrilova / S. Stosur Anastasia Rodionova / Arina Rodionova                   | S. Stosur / J. Peers                                 |
| Autriche           | -                                                                    | -                                                                               | Oliver Marach / Alexander Peya                                 | -                                                                                | -                                                    |
| Barbade            | Darian King                                                          | -                                                                               | -                                                              | -                                                                                | -                                                    |
| Belgique           | David Goffin                                                         | Kirsten Flipkens Yanina Wickmayer                                               | -                                                              | K. Flipkens / Y. Wickmayer                                                       | -                                                    |
| Biélorussie        | -                                                                    | -                                                                               | Alexander Bury / Max Mirnyi                                    | -                                                                                | -                                                    |
| Bosnie-Herzégovine | Mirza Bašić Damir Džumhur                                            | -                                                                               | -                                                              | -                                                                                | -                                                    |
| Brésil             | Thomaz Bellucci Rogério Dutra Silva                                  | Teliana Pereira                                                                 | Marcelo Melo / Bruno Soares T. Bellucci / André Sá             | Paula Cristina Gonçalves / T. Pereira                                            | T. Pereira / M. Melo                                 |
| Bulgarie           | Grigor Dimitrov                                                      | Tsvetana Pironkova                                                              | -                                                              | -                                                                                | -                                                    |
| Canada             | Vasek Pospisil                                                       | Eugenie Bouchard                                                                | Daniel Nestor / V. Pospisil                                    | E. Bouchard / Gabriela Dabrowski                                                 | -                                                    |
| Chili              | -                                                                    | -                                                                               | Julio Peralta / Hans Podlipnik-Castillo                        | -                                                                                | -                                                    |
| Chine              | -                                                                    | Wang Qiang Zheng Saisai Peng Shuai Zhang Shuai                                  | -                                                              | Z. Saisai / Xu Yifan P. Shuai / Z. Shuai                                         | -                                                    |
| Colombie           | -                                                                    | Mariana Duque Mariño                                                            | Juan Sebastián Cabal / Robert Farah                            | -                                                                                | -                                                    |
| Croatie            | Marin Čilić Borna Ćorić                                              | Ana Konjuh                                                                      | M. Čilić / Marin Draganja                                      | -                                                                                | -                                                    |
| Danemark           | -                                                                    | Caroline Wozniacki                                                              | -                                                              | -                                                                                | -                                                    |
| Espagne            | Roberto Bautista-Agut David Ferrer Rafael Nadal Albert Ramos-Viñolas | Garbiñe Muguruza Carla Suárez Navarro                                           | Marc López / R. Nadal R. Bautista-Agut / D. Ferrer             | G. Muguruza / C. Suárez Navarro Anabel Medina Garrigues / Arantxa Parra Santonja | G. Muguruza / R. Nadal C. Suárez Navarro / D. Ferrer |
| États-Unis         | Brian Baker Steve Johnson Denis Kudla Jack Sock                      | Madison Keys Sloane Stephens Serena Williams Venus Williams                     | S. Johnson / J. Sock B. Baker / Rajeev Ram                     | Bethanie Mattek-Sands / Coco Vandeweghe S. Williams / V. Williams                | B. Mattek-Sands / J. Sock V. Williams / R. Ram       |
| France             | Gaël Monfils Benoît Paire Gilles Simon Jo-Wilfried Tsonga            | Alizé Cornet Caroline Garcia Kristina Mladenovic                                | Pierre-Hugues Herbert / Nicolas Mahut G. Monfils / J.W. Tsonga | C. Garcia / K. Mladenovic                                                        | K. Mladenovic / P.-H. Herbert C. Garcia / N. Mahut   |
| Géorgie            | Nikoloz Basilashvili                                                 | -                                                                               | -                                                              | -                                                                                | -                                                    |
| Grande-Bretagne    | Kyle Edmund Andy Murray                                              | Johanna Konta Heather Watson                                                    | A. Murray / Jamie Murray Colin Fleming / Dominic Inglot        | J. Konta / H. Watson                                                             | J. Konta / J. Murray                                 |
| Hongrie            | -                                                                    | Tímea Babos                                                                     | -                                                              | T. Babos / Réka Luca Jani                                                        | -                                                    |
| Inde               | -                                                                    | -                                                                               | Rohan Bopanna / Leander Paes                                   | Sania Mirza / Prarthana Thombare                                                 | S. Mirza / R. Bopanna                                |
| Israël             | Dudi Sela                                                            | -                                                                               | -                                                              | -                                                                                | -                                                    |
| Italie             | Thomas Fabbiano Fabio Fognini Paolo Lorenzi Andreas Seppi            | Sara Errani Karin Knapp Roberta Vinci                                           | F. Fognini / A. Seppi                                          | S. Errani / R. Vinci                                                             | R. Vinci / F. Fognini                                |
| Japon              | Taro Daniel Kei Nishikori Yuichi Sugita                              | Misaki Doi Nao Hibino                                                           | -                                                              | M. Doi / Eri Hozumi                                                              | -                                                    |
| Kazakhstan         | -                                                                    | Yaroslava Shvedova                                                              | -                                                              | Y. Shvedova / Galina Voskoboeva                                                  | -                                                    |
| Lettonie           | -                                                                    | Jeļena Ostapenko                                                                | -                                                              | -                                                                                | -                                                    |
| Liechtenstein      | -                                                                    | Stephanie Vogt                                                                  | -                                                              | -                                                                                | -                                                    |
| Lituanie           | Ričardas Berankis                                                    | -                                                                               | -                                                              | -                                                                                | -                                                    |
| Luxembourg         | Gilles Müller                                                        | -                                                                               | -                                                              | -                                                                                | -                                                    |
| Mexique            | -                                                                    | -                                                                               | Santiago González / Miguel Ángel Reyes-Varela                  | -                                                                                | -                                                    |
| Moldavie           | Radu Albot                                                           | -                                                                               | -                                                              | -                                                                                | -                                                    |
| Monténégro         | -                                                                    | Danka Kovinić                                                                   | -                                                              | -                                                                                | -                                                    |
| Nouvelle-Zélande   | -                                                                    | -                                                                               | Marcus Daniell / Michael Venus                                 | -                                                                                | -                                                    |
| Ouzbékistan        | Denis Istomin                                                        | -                                                                               | -                                                              | -                                                                                | -                                                    |
| Paraguay           | -                                                                    | Verónica Cepede Royg                                                            | -                                                              | -                                                                                | -                                                    |
| Pays-Bas           | Robin Haase                                                          | Kiki Bertens                                                                    | R. Haase / Jean-Julien Rojer                                   | -                                                                                | K. Bertens / J.-J. Rojer                             |
| Porto Rico         | -                                                                    | Mónica Puig                                                                     | -                                                              | -                                                                                | -                                                    |
| Portugal           | Gastão Elias João Sousa                                              | -                                                                               | G. Elias / J. Sousa                                            | -                                                                                | -                                                    |
| Pologne            | Jerzy Janowicz                                                       | Magda Linette Agnieszka Radwańska                                               | Łukasz Kubot / Marcin Matkowski                                | Klaudia Jans-Ignacik / Paula Kania                                               | A. Radwańska / Ł. Kubot                              |
| Rép. dominicaine   | Victor Estrella Burgos                                               | -                                                                               | -                                                              | -                                                                                | -                                                    |
| Rép. tchèque       | Lukáš Rosol                                                          | Lucie Hradecká Petra Kvitová Lucie Šafářová Barbora Strýcová                    | L. Rosol / Radek Štěpánek                                      | Andrea Hlaváčková / L. Hradecká L. Šafářová / B. Strýcová                        | L. Hradecká / R. Štěpánek                            |
| Roumanie           | -                                                                    | Irina-Camelia Begu Andreea Mitu Monica Niculescu                                | Florin Mergea / Horia Tecău                                    | I.-C. Begu / M. Niculescu Raluca Olaru / A. Mitu                                 | I.-C. Begu / H. Tecău M. Niculescu / F. Mergea       |
| Russie             | Evgeny Donskoy Teymuraz Gabashvili Andrey Kuznetsov                  | Daria Kasatkina Svetlana Kuznetsova Ekaterina Makarova Anastasia Pavlyuchenkova | -                                                              | E. Makarova / Elena Vesnina D. Kasatkina / S. Kuznetsova                         | -                                                    |
| Serbie             | Novak Djokovic Viktor Troicki                                        | Ana Ivanović Aleksandra Krunić                                                  | N. Djokovic / Nenad Zimonjić                                   | J. Janković / A. Krunić                                                          | -                                                    |
| Slovaquie          | Andrej Martin                                                        | Anna Karolína Schmiedlová                                                       | A. Martin / Igor Zelenay                                       | -                                                                                | -                                                    |
| Slovénie           | -                                                                    | Polona Hercog                                                                   | -                                                              | -                                                                                | -                                                    |
| Suède              | -                                                                    | Johanna Larsson                                                                 | -                                                              | -                                                                                | -                                                    |
| Suisse             | -                                                                    | Timea Bacsinszky                                                                | -                                                              | T. Bacsinszky / Martina Hingis                                                   | -                                                    |
| Taipei chinois     | Lu Yen-hsun                                                          | -                                                                               | -                                                              | Chan Yung-jan / Chan Hao-ching                                                   | -                                                    |
| Thaïlande          | -                                                                    | -                                                                               | Sanchai Ratiwatana / Sonchat Ratiwatana                        | -                                                                                | -                                                    |
| Tunisie            | Malek Jaziri                                                         | Ons Jabeur                                                                      | -                                                              | -                                                                                | -                                                    |
| Turquie            | -                                                                    | Çağla Büyükakçay                                                                | -                                                              | -                                                                                | -                                                    |
| Ukraine            | Illya Marchenko                                                      | Elina Svitolina                                                                 | I. Marchenko / Denys Molchanov                                 | Olga Savchuk / E. Svitolina Lyudmyla Kichenok / Nadiia Kichenok                  | -                                                    |
| Uruguay            | Pablo Cuevas                                                         | -                                                                               | -                                                              | -                                                                                | -                                                    |

## Faits marquants

### Avant le début du tournoi
- Les Jeux olympiques sont marqués par l'épidémie d'infections à virus Zika qui s'étend dans la région depuis plusieurs mois. C'est l'une des raisons pour lesquelles certains joueurs de tennis, mais également des sportifs d'autres disciplines, déclarent forfait pour la compétition. C'est le cas par exemple pour Simona Halep, Tomáš Berdych, Milos Raonic ou encore la célèbre paire de double, Bob et Mike Bryan[4].
- Parmi les nombreux forfaits de la compétition, celui de Roger Federer est le plus retentissant. En effet, moins de deux semaines avant le début des JO, le Suisse annonce sur les réseaux sociaux mettre un terme à sa saison, en raison d'une blessure au genou. Non seulement, l'Helvète doit s'attendre à une chute dans le classement mondial ATP, lui qui n'a pas quitté le top 10 depuis 2002, mais il doit aussi faire une croix sur une médaille d'or olympique en simple, dernier grand titre manquant à son palmarès. C'est donc son rêve olympique qui s'envole puisqu'il ne reste que très peu de chance de le voir aux JO de 2020 lorsqu'il aura près de 39 ans.

### Pendant le tournoi
- Les numéros 1 mondiaux en double, Pierre-Hugues Herbert et Nicolas Mahut, Caroline Garcia et Kristina Mladenovic, têtes de série no 2 chez les femmes, et Gaël Monfils et Jo-Wilfried Tsonga, autre paire française alignée en double, s'inclinent dès leur 1er tour respectif. Une contre-performance pour le tennis français qui avait glané les médailles d'argent et de bronze en double messieurs à Londres 4 ans plus tôt et qui voit ses chances de médailles s'envoler pour ces olympiades 2016.
- Le tableau du double dames connaît également l'élimination des triples vainqueurs de la discipline (en 2000, 2008 et 2012), Serena Williams et Venus Williams, qui sont écartées d'entrée de jeu par les Tchèques Lucie Šafářová et Barbora Strýcová.
- Le numéro 1 mondial Novak Djokovic est sorti dès le 1er tour par l'Argentin Juan Martín del Potro (64-7, 62-7), qui l'avait déjà éliminé à Londres 4 ans plus tôt pour le match de la 3e place. Le champion serbe n'a donc toujours pas remporté de médaille d'or olympique, dernier grand titre manquant à son palmarès.
- La numéro 1 mondiale et favorite Serena Williams est battue en 1/8 de finale par Elina Svitolina (4-6, 3-6). Avec cette défaite, la compétition voit ses têtes de série no 1 en simple et ses têtes de série no 1 et 2 en double éliminées.
- Tous les matches de la 5e journée ont été annulées en raison des conditions météorologiques, pluvieuses et venteuses.
- À l'instar de leurs contre-performances respectives en double, les Français Caroline Garcia et Nicolas Mahut, têtes de série no 1, et Kristina Mladenovic et Pierre-Hugues Herbert, têtes de série no 2, s'inclinent dès leurs entrées en lice en double mixte.
- À l'issue de sa victoire en 1/4 de finale face à Thomaz Bellucci, Rafael Nadal remporte le 800e match de sa carrière.
- Gaël Monfils, dernier français encore en lice, s'incline en 1/4 de finale face au Japonais Kei Nishikori (64-7, 6-4, 66-7), après avoir manqué trois balles de match dans le tie-break du dernier set.
- En se qualifiant pour la finale du double mixte, l'Américaine Venus Williams devient la première joueuse de l'ère moderne à avoir gagné des médailles dans chacune des épreuves olympiques en tennis.
- En simple messieurs, Andy Murray conserve son titre olympique en écartant en finale l'Argentin Juan Martín del Potro (7-5, 4-6, 6-2, 7-5). Kei Nishikori remporte la médaille de bronze en éliminant Rafael Nadal dans la petite finale.
- En simple dames, la Porto-ricaine Mónica Puig apporte la première médaille d'or à son pays dans l'histoire des Jeux. En effet, elle s'impose en finale face à la numéro 2 mondiale, Angelique Kerber (6-4, 4-6, 6-1). La Tchèque Petra Kvitová glane la médaille de bronze à l'issue de sa victoire dans le match pour la 3e place.
- En double messieurs, le tandem espagnol Marc López et Rafael Nadal décroche le titre olympique en s'imposant en finale face aux Roumains Florin Mergea et Horia Tecău (6-2, 3-6, 6-4). Les Américains Steve Johnson et Jack Sock s'offrent, quant à eux, la médaille de bronze.
- En double dames, Ekaterina Makarova et Elena Vesnina apportent la médaille d'or à la Russie en battant en finale les Suisses Timea Bacsinszky et Martina Hingis (6-4, 6-4). La médaille de bronze revient aux Tchèques Lucie Šafářová et Barbora Strýcová.
- En double mixte, Bethanie Mattek-Sands et Jack Sock décrochent la médaille d'or en s'imposant face à leurs compatriotes Venus Williams et Rajeev Ram (63-7, 6-1, [10-7]). Lucie Hradecká et Radek Štěpánek remportent une nouvelle médaille de bronze à la République tchèque.

## Parcours

### Simple messieurs
|  |                       |               |               |               |                       |               |     |            |                       |                               |                               |                               |                               |                               |              |        |        |        |        |        |        |  |  |
|  | 1/4 de finale         | 1/4 de finale | 1/4 de finale | 1/4 de finale | 1/4 de finale         |               |     | 1/2 finale | 1/2 finale            | 1/2 finale                    | 1/2 finale                    | 1/2 finale                    |                               |                               | Finale       | Finale | Finale | Finale | Finale | Finale | Finale |  |  |
|  |                       |               |               |               |                       |               |     |            |                       |                               |                               |                               |                               |                               |              |        |        |        |        |        |        |  |  |
|  |                       |               |               |               |                       |               |     |            |                       |                               |                               |                               |                               |                               |              |        |        |        |        |        |        |  |  |
|  | Juan Martín del Potro | (PR)          | 7             | 7             |                       |               |     |            |                       |                               |                               |                               |                               |                               |              |        |        |        |        |        |        |  |  |
|  | Juan Martín del Potro | (PR)          | 7             | 7             |                       |               |     |            |                       |                               |                               |                               |                               |                               |              |        |        |        |        |        |        |  |  |
|  | Roberto Bautista-Agut | (10)          | 5             | 64            |                       |               |     |            |                       |                               |                               |                               |                               |                               |              |        |        |        |        |        |        |  |  |
|  | Roberto Bautista-Agut | (10)          | 5             | 64            | Juan Martín del Potro | (PR)          | 5   | 6          | 7                     |                               |                               |                               |                               |                               |              |        |        |        |        |        |        |  |  |
|  |                       |               |               |               |                       | (PR)          | 5   | 6          | 7                     |                               |                               |                               |                               |                               |              |        |        |        |        |        |        |  |  |
|  |                       |               | Rafael Nadal  | (3)           | 7                     | 4             | 65  |            |                       |                               |                               |                               |                               |                               |              |        |        |        |        |        |        |  |  |
|  | Rafael Nadal          | (3)           | Rafael Nadal  | (3)           | 7                     | 4             | 65  | 2          | 6                     | 6                             |                               |                               |                               |                               |              |        |        |        |        |        |        |  |  |
|  | Rafael Nadal          | (3)           |               |               |                       |               |     |            | 6                     | 6                             |                               |                               |                               |                               |              |        |        |        |        |        |        |  |  |
|  | Thomaz Bellucci       |               | 6             | 4             | 2                     |               |     |            |                       |                               |                               |                               |                               |                               |              |        |        |        |        |        |        |  |  |
|  | Thomaz Bellucci       |               |               |               |                       |               |     |            | Juan Martín del Potro | (PR)                          | 5                             | 6                             | 2                             | 5                             |              |        |        |        |        |        |        |  |  |
|  |                       |               |               |               |                       |               |     |            | Juan Martín del Potro | (PR)                          | 5                             | 6                             | 2                             | 5                             |              |        |        |        |        |        |        |  |  |
|  |                       | Andy Murray   | (2)           | 7             | 4                     | 6             | 7   |            |                       |                               |                               |                               |                               |                               |              |        |        |        |        |        |        |  |  |
|  | Gaël Monfils          | Andy Murray   | (2)           | 7             | 4                     | 6             | 7   | (6)        | 64                    | 6                             | 6                             |                               |                               |                               |              |        |        |        |        |        |        |  |  |
|  | Gaël Monfils          |               |               |               |                       |               |     | (6)        | 64                    | 6                             | 6                             |                               |                               |                               |              |        |        |        |        |        |        |  |  |
|  | Kei Nishikori         | (4)           | 7             | 4             | 7                     |               |     |            |                       |                               |                               |                               |                               |                               |              |        |        |        |        |        |        |  |  |
|  | Kei Nishikori         | (4)           | 7             | 4             | 7                     | Kei Nishikori | (4) | 4          | 1                     |                               |                               |                               |                               |                               |              |        |        |        |        |        |        |  |  |
|  |                       |               |               |               |                       | Kei Nishikori | (4) | 4          | 1                     |                               |                               |                               |                               |                               |              |        |        |        |        |        |        |  |  |
|  |                       |               | Andy Murray   | (2)           | 6                     | 6             |     |            |                       | Match pour la troisième place | Match pour la troisième place | Match pour la troisième place | Match pour la troisième place | Match pour la troisième place |              |        |        |        |        |        |        |  |  |
|  | Steve Johnson         | (12)          | Andy Murray   | (2)           | 6                     | 6             | 0   | 6          | 62                    | Match pour la troisième place | Match pour la troisième place | Match pour la troisième place | Match pour la troisième place | Match pour la troisième place |              |        |        |        |        |        |        |  |  |
|  | Steve Johnson         | (12)          |               |               |                       |               |     |            |                       |                               |                               |                               |                               |                               |              |        |        |        |        |        |        |  |  |
|  | Andy Murray           | (2)           | 6             | 4             | 7                     |               |     |            |                       |                               |                               |                               |                               |                               |              |        |        |        |        |        |        |  |  |
|  | Andy Murray           | (2)           | 6             | 4             | 7                     |               |     |            |                       |                               |                               |                               |                               |                               | Rafael Nadal | (3)    | 2      | 7      | 3      |        |        |  |  |
|  |                       |               |               |               |                       |               |     |            |                       |                               |                               |                               |                               |                               | Rafael Nadal | (3)    | 2      | 7      | 3      |        |        |  |  |
|  | Kei Nishikori         | (4)           | 6             | 61            | 6                     |               |     |            |                       |                               |                               |                               |                               |                               |              |        |        |        |        |        |        |  |  |

### Simple dames
|  |                  |                  |                  |               |               |      |     |            |             |                               |                               |                               |                               |                               |        |        |        |        |        |  |  |
|  | 1/4 de finale    | 1/4 de finale    | 1/4 de finale    | 1/4 de finale | 1/4 de finale |      |     | 1/2 finale | 1/2 finale  | 1/2 finale                    | 1/2 finale                    | 1/2 finale                    |                               |                               | Finale | Finale | Finale | Finale | Finale |  |  |
|  |                  |                  |                  |               |               |      |     |            |             |                               |                               |                               |                               |                               |        |        |        |        |        |  |  |
|  |                  |                  |                  |               |               |      |     |            |             |                               |                               |                               |                               |                               |        |        |        |        |        |  |  |
|  | Elina Svitolina  | (15)             | 2                | 0             |               |      |     |            |             |                               |                               |                               |                               |                               |        |        |        |        |        |  |  |
|  | Elina Svitolina  | (15)             | 2                | 0             |               |      |     |            |             |                               |                               |                               |                               |                               |        |        |        |        |        |  |  |
|  | Petra Kvitová    | (11)             | 6                | 6             |               |      |     |            |             |                               |                               |                               |                               |                               |        |        |        |        |        |  |  |
|  | Petra Kvitová    | (11)             | 6                | 6             | Petra Kvitová | (11) | 4   | 6          | 3           |                               |                               |                               |                               |                               |        |        |        |        |        |  |  |
|  |                  |                  |                  |               |               | (11) | 4   | 6          | 3           |                               |                               |                               |                               |                               |        |        |        |        |        |  |  |
|  |                  |                  | Mónica Puig      |               | 6             | 1    | 6   |            |             |                               |                               |                               |                               |                               |        |        |        |        |        |  |  |
|  | Mónica Puig      |                  | Mónica Puig      | 6             | 6             | 1    | 6   | 6          |             |                               |                               |                               |                               |                               |        |        |        |        |        |  |  |
|  | Mónica Puig      |                  |                  |               |               |      |     | 6          |             |                               |                               |                               |                               |                               |        |        |        |        |        |  |  |
|  | Laura Siegemund  |                  | 1                | 1             |               |      |     |            |             |                               |                               |                               |                               |                               |        |        |        |        |        |  |  |
|  | Laura Siegemund  |                  |                  |               |               |      |     |            | Mónica Puig |                               | 6                             | 4                             | 6                             |                               |        |        |        |        |        |  |  |
|  |                  |                  |                  |               |               |      |     |            | Mónica Puig |                               | 6                             | 4                             | 6                             |                               |        |        |        |        |        |  |  |
|  |                  | Angelique Kerber | (2)              | 4             | 6             | 1    |     |            |             |                               |                               |                               |                               |                               |        |        |        |        |        |  |  |
|  | Madison Keys     | Angelique Kerber | (2)              | 4             | 6             | 1    | (7) | 6          | 6           |                               |                               |                               |                               |                               |        |        |        |        |        |  |  |
|  | Madison Keys     |                  |                  |               |               |      | (7) | 6          | 6           |                               |                               |                               |                               |                               |        |        |        |        |        |  |  |
|  | Daria Kasatkina  |                  | 3                | 1             |               |      |     |            |             |                               |                               |                               |                               |                               |        |        |        |        |        |  |  |
|  | Daria Kasatkina  | Madison Keys     | 3                | 1             | (7)           | 3    | 5   |            |             |                               |                               |                               |                               |                               |        |        |        |        |        |  |  |
|  |                  |                  |                  |               |               | 3    | 5   |            |             |                               |                               |                               |                               |                               |        |        |        |        |        |  |  |
|  |                  |                  | Angelique Kerber | (2)           | 6             | 7    |     |            |             | Match pour la troisième place | Match pour la troisième place | Match pour la troisième place | Match pour la troisième place | Match pour la troisième place |        |        |        |        |        |  |  |
|  | Johanna Konta    | (10)             | Angelique Kerber | (2)           | 6             | 7    | 1   | 2          |             | Match pour la troisième place | Match pour la troisième place | Match pour la troisième place | Match pour la troisième place | Match pour la troisième place |        |        |        |        |        |  |  |
|  | Johanna Konta    | (10)             |                  |               |               |      |     |            |             |                               |                               |                               |                               |                               |        |        |        |        |        |  |  |
|  | Angelique Kerber | (2)              | 6                | 6             |               |      |     |            |             |                               |                               |                               |                               |                               |        |        |        |        |        |  |  |
|  | Angelique Kerber | (2)              | 6                | 6             |               |      |     |            |             |                               |                               |                               |                               | Petra Kvitová                 | (11)   | 7      | 2      | 6      |        |  |  |
|  |                  |                  |                  |               |               |      |     |            |             |                               |                               |                               |                               | Petra Kvitová                 | (11)   | 7      | 2      | 6      |        |  |  |
|  | Madison Keys     | (7)              | 5                | 6             | 2             |      |     |            |             |                               |                               |                               |                               |                               |        |        |        |        |        |  |  |

### Double messieurs
|  |                              |            |                           |            |                               |     |   |        |        |        |        |        |
|  | 1/2 finale                   | 1/2 finale | 1/2 finale                | 1/2 finale | 1/2 finale                    |     |   | Finale | Finale | Finale | Finale | Finale |
|  |                              |            |                           |            |                               |     |   |        |        |        |        |        |
|  |                              |            |                           |            |                               |     |   |        |        |        |        |        |
|  | Steve Johnson Jack Sock      |            | 3                         | 5          |                               |     |   |        |        |        |        |        |
|  | Steve Johnson Jack Sock      |            |                           |            |                               |     |   |        |        |        |        |        |
|  | Florin Mergea Horia Tecău    | (5)        | 6                         | 7          |                               |     |   |        |        |        |        |        |
|  | Florin Mergea Horia Tecău    | (5)        | 6                         | 7          | Florin Mergea · Horia Tecău   | (5) | 2 | 6      | 4      |        |        |        |
|  |                              |            |                           |            |                               | (5) | 2 | 6      | 4      |        |        |        |
|  |                              |            | Marc López · Rafael Nadal | (6)        | 6                             | 3   | 6 |        |        |        |        |        |
|  | Marc López Rafael Nadal      | (6)        | Marc López · Rafael Nadal | (6)        | 6                             | 3   | 6 | 7      | 7      |        |        |        |
|  | Marc López Rafael Nadal      | (6)        |                           |            |                               |     |   | 7      | 7      |        |        |        |
|  | Daniel Nestor Vasek Pospisil | (7)        | 61                        | 64         |                               |     |   |        |        |        |        |        |
|  | Daniel Nestor Vasek Pospisil | (7)        | 61                        | 64         | Match pour la troisième place |     |   |        |        |        |        |        |
|  |                              |            |                           |            |                               |     |   |        |        |        |        |        |
|  |                              |            |                           |            |                               |     |   |        |        |        |        |        |
|  |                              |            |                           |            |                               |     |   |        |        |        |        |        |
|  | Steve Johnson · Jack Sock    |            | 6                         | 6          |                               |     |   |        |        |        |        |        |
|  | Steve Johnson · Jack Sock    |            | 6                         | 6          |                               |     |   |        |        |        |        |        |
|  | Daniel Nestor Vasek Pospisil | (7)        | 2                         | 4          |                               |     |   |        |        |        |        |        |

### Double dames
|  |                                   |            |                                   |            |                                    |                               |   |        |        |        |        |        |
|  | 1/2 finale                        | 1/2 finale | 1/2 finale                        | 1/2 finale | 1/2 finale                         |                               |   | Finale | Finale | Finale | Finale | Finale |
|  |                                   |            |                                   |            |                                    |                               |   |        |        |        |        |        |
|  |                                   |            |                                   |            |                                    |                               |   |        |        |        |        |        |
|  | Lucie Šafářová Barbora Strýcová   |            | 67                                | 4          |                                    |                               |   |        |        |        |        |        |
|  | Lucie Šafářová Barbora Strýcová   |            |                                   |            |                                    |                               |   |        |        |        |        |        |
|  | Ekaterina Makarova Elena Vesnina  | (7)        | 7                                 | 6          |                                    |                               |   |        |        |        |        |        |
|  | Ekaterina Makarova Elena Vesnina  | (7)        | 7                                 | 6          | Ekaterina Makarova · Elena Vesnina | (7)                           | 6 | 6      |        |        |        |        |
|  |                                   |            |                                   |            |                                    | (7)                           | 6 | 6      |        |        |        |        |
|  |                                   |            | Timea Bacsinszky · Martina Hingis | (5)        | 4                                  | 4                             |   |        |        |        |        |        |
|  | Timea Bacsinszky Martina Hingis   | (5)        | Timea Bacsinszky · Martina Hingis | (5)        | 4                                  | 4                             | 5 | 7      | 6      |        |        |        |
|  | Timea Bacsinszky Martina Hingis   | (5)        |                                   |            |                                    |                               | 5 | 7      | 6      |        |        |        |
|  | Andrea Hlaváčková Lucie Hradecká  | (6)        | 7                                 | 63         | 2                                  |                               |   |        |        |        |        |        |
|  | Andrea Hlaváčková Lucie Hradecká  | (6)        | 7                                 | 63         | 2                                  | Match pour la troisième place |   |        |        |        |        |        |
|  |                                   |            |                                   |            |                                    |                               |   |        |        |        |        |        |
|  |                                   |            |                                   |            |                                    |                               |   |        |        |        |        |        |
|  |                                   |            |                                   |            |                                    |                               |   |        |        |        |        |        |
|  | Lucie Šafářová · Barbora Strýcová |            | 7                                 | 6          |                                    |                               |   |        |        |        |        |        |
|  | Lucie Šafářová · Barbora Strýcová |            | 7                                 | 6          |                                    |                               |   |        |        |        |        |        |
|  | Andrea Hlaváčková Lucie Hradecká  | (6)        | 5                                 | 1          |                                    |                               |   |        |        |        |        |        |

### Double mixte
|  |                                 |                             |                             |            |            |                               |   |        |        |        |        |        |
|  | 1/2 finale                      | 1/2 finale                  | 1/2 finale                  | 1/2 finale | 1/2 finale |                               |   | Finale | Finale | Finale | Finale | Finale |
|  |                                 |                             |                             |            |            |                               |   |        |        |        |        |        |
|  |                                 |                             |                             |            |            |                               |   |        |        |        |        |        |
|  | Bethanie Mattek-Sands Jack Sock |                             | 6                           | 7          |            |                               |   |        |        |        |        |        |
|  | Bethanie Mattek-Sands Jack Sock |                             |                             |            |            |                               |   |        |        |        |        |        |
|  | Lucie Hradecká Radek Štěpánek   |                             | 4                           | 63         |            |                               |   |        |        |        |        |        |
|  | Lucie Hradecká Radek Štěpánek   | B. Mattek-Sands · Jack Sock | 4                           | 63         |            | 63                            | 6 | 10     |        |        |        |        |
|  |                                 |                             |                             |            |            | 63                            | 6 | 10     |        |        |        |        |
|  |                                 |                             | Venus Williams · Rajeev Ram | (ITF)      | 7          | 1                             | 7 |        |        |        |        |        |
|  | Sania Mirza Rohan Bopanna       |                             | Venus Williams · Rajeev Ram | (ITF)      | 7          | 1                             | 7 | 6      | 2      | 3      |        |        |
|  | Sania Mirza Rohan Bopanna       |                             |                             |            |            |                               |   | 6      | 2      | 3      |        |        |
|  | Venus Williams Rajeev Ram       | (ITF)                       | 2                           | 6          | 10         |                               |   |        |        |        |        |        |
|  | Venus Williams Rajeev Ram       | (ITF)                       | 2                           | 6          | 10         | Match pour la troisième place |   |        |        |        |        |        |
|  |                                 |                             |                             |            |            |                               |   |        |        |        |        |        |
|  |                                 |                             |                             |            |            |                               |   |        |        |        |        |        |
|  |                                 |                             |                             |            |            |                               |   |        |        |        |        |        |
|  | Lucie Hradecká · Radek Štěpánek |                             | 6                           | 7          |            |                               |   |        |        |        |        |        |
|  | Lucie Hradecká · Radek Štěpánek |                             | 6                           | 7          |            |                               |   |        |        |        |        |        |
|  | Sania Mirza Rohan Bopanna       |                             | 1                           | 5          |            |                               |   |        |        |        |        |        |